# 덴토쿠
덴토쿠(일본어: 天徳)는 일본의 연호 중 하나이다.
- 전후 : 덴랴쿠(天暦) 이후 - 오와(応和) 이전.
- 시기 : 957년 ~ 960년
- 천황 : 무라카미 천황

## 개원
- 덴랴쿠 11년 10월 27일(율리우스력 957년 11월 21일)에 개원하여
- 덴토쿠 5년 2월 16일(율리우스력 961년 3월 5일) 오와로 개원되었다.

## 출전
『주역』의 「飛龍在天、乃位乎天德」에서 출전.

## 서력과의 대조표
| 덴토쿠      | 원년       | 2년        | 3년        | 4년        | 5년        |
| ----------- | ---------- | ---------- | ---------- | ---------- | ---------- |
| 서기 (西紀) | 957년      | 958년      | 959년      | 960년      | 961년      |
| 간지 (干支) | 정사(丁巳) | 무오(戊午) | 기미(己未) | 경신(庚申) | 신유(辛酉) |

## 같이 보기
- 일본의 연호 일람

| 이전 덴랴쿠 | 일본의 연호 956년 ~ 960년 | 다음 오와 |